# Vanier Park
Vanier Park är en park i staden Vancouver i British Columbia i Kanada.